# Celso Pansera
Celso Pansera, né le 10 octobre 1963, est un homme politique brésilien.